# اليماني (شيعة)
اليماني هي شخصية مستقبلية وردت في التراث الشيعي من علم آخر الزمان في الإسلام. وظهوره إحدى علائم ظهور محمد بن الحسن المهدي في العقيدة الشيعية، حسب الحديث المنسوب لجعفر الصادق أنه قال: قَبْلَ قِيامِ الْقَائِمِ خَمْسُ عَلَامَاتٍ مَحْتُومَاتٍ: اليماني والسفياني والصيحة وقتل النفس الزكية والخسف بالبيداء. يعتقد الشيعة أن اليماني مُمهد لظهور محمد المهدي المنقذ النهائي للبشرية من وجهة نظر الشيعة والإمام الأخير من الأئمة الاثني عشر.

## شخصية اليماني
حسب المصادر الشيعية ليس من الواضح ما إذا كان اليماني من نسل الحسن بن علي أو الحسين بن علي أو من بني هاشم عمومًا. هناك أسماء مختلفة لليماني، فقيل أن اسمه «حسن» أو «حسين» أو «سعيد» أو «منصور» أو «نصر». في بعض المصادر ذكر اليماني على أنه شخص يدعو الناس إلى محمد المهدي. تطلق بعض المصادر على اليماني اسم «منصور» وأنه سيساعد محمد المهدي في معركته ضد شخصية أخرى تُسمى السفياني.
ذكرت عدد من المصادر أنه سيخرج من اليمن. وأن خروج السفياني سيكون من الشام وخروج اليماني من اليمن. ويبدو أنه معاصر لشخصية السفياني. يُروى عن علي الرضا أنه قال: «خروج السفياني واليماني والخراساني في سنة واحدة، في شهر واحد، في يوم واحد». ويذكر البعض أن ظهوره سيحدث خلال شهر رجب. وتشير بعض المصادر إلى أن اليماني والخراساني سيتحالفان ضد السفياني.